# Рюрик (крейсер, 1892)
Рю́рик — броненосный крейсер I ранга, согласно действовавшей в те годы классификации кораблей Российского Императорского Флота был отнесён к категории «большой крейсер фрегатского ранга». В просторечии именовался «броненосным», как и другие крейсера Российского императорского флота, имевшие вертикальное бортовое бронирование. Построен в Санкт-Петербурге на Балтийском заводе. Погиб во время Русско-японской войны.
Заложен 19 мая 1890 года, спущен на воду 22 октября 1892 года, введён в состав флота 16 октября 1895 года.
Проект крейсера был предложен Балтийскому заводу адмиралом Шестаковым.
Крейсер стал первым кораблём из планировавшейся серии (последующие крейсера «Россия» и «Громобой» оказались не однотипными, а последовательно усиливавшимися проектами) океанских броненосных крейсеров увеличенного водоизмещения (вдвое от водоизмещения предшественника крейсера I-го ранга «Память Азова»), в числе требований к проекту — возможность перехвата британских коммерческих судов в случае войны с Великобританией, а также возможность перехода с Балтики на Дальний Восток без дозаправки углём. После постройки крейсера британские эксперты отмечали, что крейсер выглядит устаревшим по сравнению с британскими кораблями аналогичного класса.
Сразу после постройки «Рюрик» был отправлен во Владивосток, по прибытии незначительно модернизирован во время двух ремонтов во Владивостоке по приказу командующего Тихоокеанской эскадрой адмирала Дубасова. Успел принять участие в высадке международного десанта для подавления беспорядков «боксёрского восстания» в Китае и в занятии русскими кораблями Порт-Артура после Японо-китайской войны. После начала Русско-японской войны участвовал в нескольких успешных рейдерских операциях Владивостокского отряда крейсеров Тихоокеанской эскадры. Погиб в бою с японскими кораблями, героически сопротивляясь более современным и многочисленным крейсерам противника.

## Предыстория создания
В 1881 году разработанная 20-летняя судостроительная программа (программа создания тихоокеанского крейсерского флота) наряду с созданием эскадр из мореходных броненосцев, предусматривала постройку 30 крейсеров: 21 «малых» — корветского — и 9 «средних и больших» — фрегатского рангов. Крейсерам, с учётом решаемых ими тактических задач, было отдано предпочтение. Реализация этой программы ознаменовала очередной этап в развитии броненосных крейсеров и характеризуется созданием более мощных, мореходных парусно-винтовых крейсеров с металлическим корпусом, обеспечивающим существенное снижение его относительной массы. Развитие крейсеров по прежнему в значительной мере стимулировалось соперничеством России с Англией, остро нуждающейся в крейсерах способных надёжно защитить её морские коммуникации от возможных попыток России нарушить её торговлю с многочисленными колониями. Предъявляемые к крейсерам тактические требования: способность действовать самостоятельно в условиях отсутствия собственных опорных пунктов и баз снабжения, наносить быстрые и ощутимые удары не рассчитывая на внешнюю поддержку, добиваться эффекта не столько вступая в боевое соприкосновение с одиночными кораблями противника, сколько созданием паники и моральной угрозы неприятельской морской торговле — определяли, вплоть до 1895 года, основные характеристики как для русского, так и для английского крейсера: повышенная мореходность, высокая скорость хода, автономность, комфортные условия обитания, сберегающие силы экипажа в длительном плавании, мощное вооружение. Плавание и ведение боевых действий в водах Тихого океана, в условиях жестоких штормов, изнурительных температурных нагрузок (почти 50-градусные перепады от тропической жары к холоду ледовых вод), сложности снабжения и невозможность производства большого ремонта ввиду крайней удалённости от своих берегов требовали предельного напряжения человеческих сил и исключительно надёжной техники. В этих условиях русские и английские крейсера непрерывно взаимно оценивались в качестве вероятных противников, конструктивно развивались и совершенствовались в направлении повышения их тактико-технических характеристик. Англичане строили крейсера серийно, тем самым обеспечив численное превосходство.
Тем не менее, необъятные просторы Тихого океана обеспечивали русским крейсерским силам практическую неуловимость и целесообразность присутствия. В свою очередь, специалисты русского морского технического комитета (МТК) формировали тактико-технические требования к броненосным крейсерам «фрегатского ранга», главным образом учитывали передовой английский опыт создания аналогичных кораблей. В частности, броненосный крейсер «Адмирал Нахимов» был построен Балтийским заводом по заданию МТК по образцу английского броненосного крейсера «Имперьюз». В этом состязании англичане добивались устойчивого превосходства, сохраняя монополию в создании корабельных силовых установок (паровых котлов и паропоршневых двигателей). Выполняя исключительно выгодные русские заказы, английские производители заведомо занижали свои возможности, а для своих кораблей реализовывали наиболее совершенные образцы. В этой связи, заказанные в Англии силовые установки для русских крейсеров, как правило, уступали английским образцам по удельной мощности, экономичности, массо-габаритным параметрам. Кроме того, англичане первыми отказались от парусного вооружения на своих крейсерах ввиду наличия нескольких баз для пополнения запасов топлива, в то время как русские крейсера имели единственную базу — Владивосток.
Непрерывное и явно выраженное соперничество между Англией и Россией в создании океанских крейсеров с большой скоростью и автономностью плавания, к середине 1880-х годов вышло на качественно новый уровень, в связи с созданием первоклассных трансатлантических коммерческих пароходов, которые при водоизмещении более 12 000 тонн и длине корпуса до 152 м обыкновенно совершали океанские переходы со средней скоростью до 18,5—19 узлов. При этой скорости и длине корпуса, примерно в полтора раза превышающей среднестатистическую длину океанской волны — 103 м, эти пароходы, имея заострённые обводы и большую удлинённость корпуса с разгруженными оконечностями, закрытый полубак до середины длины — не поднимались на встречную волну, а прорезали её. В то же время, новейшие броненосные океанские крейсера типов: «Имперьюз» (96 м, 16,7 уз), его русский аналог «Адмирал Нахимов» (101,5 м, 16,38 уз), «Орландо» (91.44 м, 18,5 уз) могли развивать проектные скорости лишь на спокойной воде, а в штормовых условиях эти «бронебокие коротышки» (относительно короткие, широкие и низкобортные) — безнадёжно теряли свои скоростные качества (развивая не более 5 узлов) и не могли преследовать быстроходных «коммерсантов». В этой связи, англичане, превосходно изучив особенности постройки океанских пароходов, упорно сопротивляясь экстремистским призывам Э. Рида «брать при постройке крейсеров пример с длинных трансатлантических пароходов», в конце концов пришли к определённым выводам. По мнению английских специалистов длинные коммерческие пароходы в силу особенностей их конструктивной компоновки (разгруженные носовые оконечности, горизонтальные палубы и платформы удалённые от нейтральной оси «эквивалентного бруса») по условиям нагружения аналогичны бронепалубным крейсерам. Палубная броня, лежащая на бимсах всей своей массой подобно внутреннему грузу, не создаёт разрушающих напряжений в конструкции корпуса, в то время как бортовая броня в случае значительного увеличения длины корпуса обязательно вызовет дополнительные напряжения в конструкции и потребует её усиления, а значит и увеличения водоизмещения в ущерб весовых лимитов на вооружение и запасы топлива. Труды Уайта, Рида, Нормана теоретически определили сравнительные, среднестатистические величины относительного веса корпусов для океанских пароходов в пределах 39—40 % от водоизмещения и для броненосного крейсера большой длины (более 103 м) — 41—42 % водоизмещения. В результате, английские специалисты сочли столь высокое приращение относительной массы конструкции корпуса — чрезмерно большой платой за высокую скорость в ущерб боевым элементам крейсера.
Признавая неудовлетворительную мореходность и быстроходность броненосного крейсера «Адмирал Нахимов», являющегося по относительной удлинённости корпуса, системе бронирования более «броненосцем с крейсерским вооружением», русские кораблестроители Балтийского завода, предприняли попытку добиться для перспективного крейсера увеличения мореходности и быстроходности при сохранении бортовой брони. С учётом французского опыта создания бронепалубных крейсеров был спроектирован «полуброненосный фрегат» — «Память Азова». По водоизмещению и мощности машин, он соответствовал категории «средний крейсер фрегатского ранга». Превосходя своего предшественника «Адмирала Нахимова» по абсолютной длине корпуса на 14 м, и относительному удлинению корпуса 7,57 против 5,46, этот проект предполагал значительно меньшее проектное водоизмещение — 6000 тонн, против 8500 тонн. За счёт увеличения абсолютной длины и относительной удлинённости корпуса, предполагалось применить менее мощную (4000 против 8000 л. с.) и, соответственно, облегчённую и экономичную силовую установку, которая смогла бы обеспечить увеличение скорости в штормовых условиях до 18 узлов, и при запасе топлива 1000 тонн, приемлемую дальность плавания — 3000 миль. Однако, на этапе рабочего проектирования и постройки крейсера, фактическое водоизмещение значительно превысило проектное, в значительной мере по параметрам заказанной в Англии силовой установки, которая превысила установленные массо-габаритные лимиты. В этой связи, ещё на этапе достройки крейсера «Память Азова», был сделан вывод о том, что при условии сохранения бортовой бронезащиты, для обеспечения высокой скорости хода и большой дальности плавания (увеличения запаса угля), необходимо ещё более увеличить абсолютную длину корпуса, что неизбежно приведёт к значительному увеличению водоизмещения и соответственно потребует более мощной энергетической установки.
К этому времени англичанам удалось создать необыкновенно мощную, экономичную и компактную паросиловую установку, открывающую для перспективного быстроходного океанского крейсера новые возможности, но при условии отказа от бортовой брони. С учётом этих обстоятельств была начата разработка проекта самого длинного в мире бронепалубного океанского крейсера типа «Блейк», проектным водоизмещением 9000 тонн, имеющего размерения 121,94×19,81×7,32 м, суммарную мощность энергетической установки — 13 000 л.с. при естественной тяге и 20 000 л.с. при искусственной (форсированной) тяге дымовых газов, обеспечивая ему проектную скорость хода — 20—22 узла и максимальную дальность плавания — 10 000 миль при экономической скорости — 10 узлов. Примечательно то, что английское адмиралтейство сочло этот проект настолько удачным, что вообще отказалось от постройки броненосных крейсеров 1-го класса для английского флота на неопределённый срок. Фактически, этот срок истёк лишь в 1900 году, в силу качественных достижений в развитии военно-морской техники, вооружения и тактических требований к перспективному крейсеру.

## Проектирование

### Инициативный эскизный проект Балтийского завода
Оригинальность проекта высокоавтономного и высокомореходного океанского крейсера «Рюрик» была предопределена инициативой его разработки Балтийским заводом, без получения технического задания от Морского технического комитета (МТК), на основании личной санкции управляющего Морским министерством — адмирала Н. М. Чихачёва. Проект разработан корабельным инженером, старшим помощником судостроителя — Н. Е. Родионовым, в противовес начатым постройкой в Англии быстроходным крейсерам типа «Блейк». Проект являлся конструктивным развитием крейсера «Память Азова». Особенности проекта: броневая палуба, частичное бортовое бронирование протяжённостью более 85 м, толщиной 203 мм; относительная длина безбронных оконечностей корпуса — до 20 %, впервые в практике судостроения, с целью разгрузки оконечностей корпуса — защищённых коффердамами, наполненными целлюлозой; увеличенная высота борта, закрытый удлинённый полубак; проектное водоизмещение — до 9000 тонн; полная длина — 131 м; длина по КВЛ — 128 м — превзошла все существующие на тот период боевые корабли; удлинённость корпуса — 6,88; две паровые машины (разработка Балтийского завода) суммарной мощностью 12 600 л.с. для обеспечения проектной расчётной скорости — 18,5 узлов; полный запас угля — 2000 тонн, для обеспечения дальности плавания до 20 000 миль при скорости 9 узлов; вооружение: 16 — 152-мм, 13 — 37- и 47-мм орудий.
14 июня 1888 года проект был представлен на рассмотрение адмиралу Н. М. Чихачёву и в июле того же года — в МТК.

### Оценка проекта специалистами МТК и контраргументы М. И. Кази
В основу заключения МТК легло мнение исполняющего должность главного корабельного инженера Петербургского порта — Н. А. Субботина, подкреплённое рядом дополнительных соображений. Субботин положительно оценил стремление к высоким проектным характеристикам крейсера: «Проект соответствует потребностям именно нашим, русским. Он так заманчив, так увлекателен и так, действительно желателен для русского флота», но при этом, ссылаясь на практику английского крейсеростроения, возразил против чрезмерного увеличения длины и удлинённости корпуса, ввиду необходимости, в этом случае, значительного усиления конструкции корпуса и как следствие — приращения его относительной массы, в ущерб боевым элементам крейсера. Дополнительные аргументы специалистов МТК: ограниченные возможности докования 130-метрового крейсера — единственный сухой док в Йокогаме, трудности маневрирования на стеснённых рейдах, вредное влияние пробитых водой коффердамных отделений, увеличенное сопротивление трения, чрезмерная валкость и недостаточная остойчивость зауженного корпуса большого удлинения. МТК категорически возразил против частичного бронирования борта, указав на неизбежность увеличения веса брони из-за роста длины корпуса. В итоге, МТК предложил переработать проект, не выходя из пределов водоизмещения 9000 тонн, с учётом всех замечаний.
С вердиктом МТК не согласились присутствующие на заседании корабельные инженеры: Н. Е. Титов, Н. Е. Родионов — автор проекта, и М. И. Кази — управляющий Балтийского завода. Общую позицию несогласных выразил М. И. Кази в письме председателю МТК от 18 ноября 1888 г., в котором привёл следующие аргументы:
- Два с половиной года назад, при утверждении проекта броненосного крейсера «Память Азова», кораблестроительный отдел МТК, без каких либо возражений, игнорировал английскую статистику и пропустил решение Балтийского завода резко увеличить абсолютную длину корпуса и его удлинённость.
- Расчёт, выполненный Балтийским заводом, показал, что по противодействию продольно-изгибающему моменту, проектный корпус «Рюрик» равнопрочен корпусу крейсера «Герцог Эдинбургский» и на 27 % прочнее корпуса крейсера «Адмирал Нахимов», чертежи и спецификация последнего были всецело разработаны специалистами МТК, по чертежам и спецификации английских крейсеров «Имперьюз» и «Уорспайт» и в этой связи прочность его корпуса не должна вызывать сомнений.
- Опыт создания океанских почтовых пароходов использован лишь в части подтверждения того, что «только паровые суда большой длины способны совершать океанские переходы с большой средней скоростью.»
- Мнение МТК о более благоприятном для прочности характере распределения нагрузки для коммерческих пароходов, по сравнению с военными кораблями, которые, якобы всегда перегружены в оконечностях артиллерией и бронёй — ошибочно. Нагрузка гражданских судов в отличие от военных — крайне нестабильна и может (при освобождении трюмов в средней части и загрузке концевых) вызвать в корпусе более высокие напряжения, чем у военных кораблей, нагрузка которых в плавании почти неизменна, а безопасность её распределения выбирается при проектировании. Поэтому правила Регистра Ллойда предусматривают для коммерческих пароходов более прочные корпуса, чем для военных.
- Судьба проекта попала в зависимость от субъективных оценок рассматривающих его инженеров и специалистов МТК. В этой связи, для устранения подобной зависимости, М. И. Кази, в письме, впервые предложил в МТК выработать и установить в МТК «Нормы прочности для корпусов военных судов по роду их назначения».

Но МТК «закусил удила», оставив без ответа все доводы Кази. В журнале № 149 от 28.11.1888 г., МТК — повторил все свои возражения против — чрезмерной удлинённости корпуса крейсера, поскольку находящийся в достройке броненосный крейсер «Память Азова» ещё не доказал своей прочности в практическом плавании. МТК предостерёг «высшее морское начальство», в том, что если оно всё же согласится с проектом Балтийского завода, то вес корпуса «со всеми принадлежностями, для достижения надлежащей крепости» возрастёт до 42 % водоизмещения, вместо проектного 34 %, что приведёт к увеличению водоизмещения до 10 000 тонн. В результате, приказанием Генерал-Адмирала — Великого князя Алексея Александровича (брат императора Александра III) инициативный проект Балтийского завода был отклонён и разработка проекта поручена МТК.

### Эскизный проект МТК
По сути перехватив инициативу Балтийского завода, в МТК под руководством Н. Е. Кутейникова приступили к переработке эскизного проекта, в вариантах водоизмещения в 9000 и 10 000 тонн. К середине января 1889 года, проект был завершён разработкой и 17 января 1889 года состоялось его первое обсуждение, в присутствии приглашённых представителей плавающего состава флота. 25 мая 1889 года на итоговом обсуждении были утверждены основные проектные характеристики крейсера. В сравнении с отклонённым проектом Балтийского завода, проект МТК имел следующие отличительные особенности:
- Проектное водоизмещение возросло с 9000 до 10 000 тонн (9000-тонный вариант был отклонён при рассмотрении в вышестоящих инстанциях).
- Наибольшая длина сократилась со 130,6 до 120,8 м.
- Длина по КВЛ сократилась со 128,4 до 118,9 м.
- Наибольшая ширина возросла с 18,6 до 20,4 м.
- Осадка (средняя) возросла с 7,5 до 7,9 м.
- Относительная удлинённость (λ = Lквл/В) сократилась с 6,88 до 5,8.
- Коэффициент общей полноты возрос с 0,5 до 0,53.
- Проектная относительная масса корпуса возросла и предполагалась в 40 % водоизмещения.
- Проектная мощность механизмов снизилась с 12 600 до 12 250 л.с. — признана достаточной для обеспечения 18-узловой скорости.
- Запас угля сократился на 200 тонн (с 1750/2000 до 1528/1917 тонн).
- Система бронирования сохранена прежней (без броневой палубы), но толщина бортовой брони в средней части увеличена с 203 мм до 254 мм (как у крейсера «Адмирал Нахимов»).
- Состав артиллерийского вооружения сохранён неизменным, но число минных аппаратов возросло с 4 до 6.
- Парусность — минимальная, необходимая лишь для того, чтобы держаться в море не расходуя пара.

1 июля 1889 года, десять чертежей крейсера (предварительно одобренные императором Александром III) были направлены в Главное управление кораблестроения и снабжения (ГУК и С) для оформления заказа на постройку. 20 июля 1889 года была подготовлена спецификация.

### Конструкция
В основу конструкции крейсера было положено традиционное для русских броненосных крейсеров стремление к увеличению автономности и мореходности в ущерб иным характеристикам, включая скорость хода. Это обосновывалось тем, что согласно взглядам российского адмиралтейства — броненосные крейсера должны были служить в качестве рейдеров на Тихом океане, где, исключая Владивосток и Петропавловск-Камчатский (которые могли быть легко блокированы), не имелось других дружественных стоянок. Вероятность же встречи с сильным кораблём противника в Тихом океане была сравнительно невелика: поэтому скоростью хода и мощностью вооружения можно было пожертвовать в пользу дальности плавания и защищённости.
«Рюрик» был одним из последних крупных кораблей, ещё имевших анахроничный парусный рангоут. Предполагалось, что за счёт применения парусов удастся экономить уголь в дальних переходах: на практике паруса оказались совершенно бесполезны и на последующих кораблях от них отказались. Крейсер имел высокий борт с приподнятым полубаком для лучшего всхождения на волну. Мореходные его качества оценивались экипажем как превосходные. В то же время, паровая машина крейсера была недостаточно мощной, и скорость составила всего 18 узлов.
Вдоль ватерлинии центральная часть корпуса крейсера прикрывалась броневым поясом из сталеникелевой брони толщиной от 127 до 254 мм. Пояс опирался на выпуклую броневую палубу толщиной 37 мм, прикрывавшую подводную часть. С концов пояса цитадель прикрывали броневые траверсы толщиной 203 мм.
Вне цитадели корпус бронирования не имел (исключая боевую рубку). Артиллерийское вооружение крейсера — четыре 203-мм/35, шестнадцать 152-мм и шесть 120-мм орудий — было расположено в незащищённых установках на главной палубе. При этом схема расположения вооружения была устаревшей: 203-мм орудия располагались по бортам в выступающих спонсонах, а 152-мм орудия — в батарее. Ни орудийная прислуга, ни сами орудия не были совершенно ничем защищены, и одно удачное попадание могло повлечь тяжелейшие последствия. Корабль также имел таран и шесть 381-мм торпедных аппаратов.
Дальность плавания составляла 6 700 миль, корабль был способен на переход с балтики на Дальний Восток без дозаправки углём.

## Служба

### Бой в Корейском проливе
14 августа 1904 года три крейсера Владивостокского отряда крейсеров: «Рюрик», «Россия», и «Громобой», выдвинувшись на соединение с прорывавшимся из осаждённого Порт-Артура кораблями 1-й Тихоокеанской эскадры, были встречены в Корейском проливе японской эскадрой в составе четырёх броненосных и двух бронепалубных крейсеров. Японские броненосные крейсера превосходили российские по огневой мощи и броневой защите, особенно критическим оказалось неудачное расположение на русских кораблях главного калибра, так что при формальном соотношении количества восьмидюймовых орудий у эскадр 12 к 16, фактически в линейном бою огневая дуэль велась в соотношении 6 к 16. В сочетании с преимуществом японских орудий в скорострельности и мощности взрывчатого вещества, используемого в снарядах, мощность залпа японской эскадры в единицу времени превышала мощность залпа русской в 4—5 раз (последнее сравнение, по массе заряда взрывчатого вещества, лишено смысла, так как японцы использовали фугасные снаряды, характерные для английской школы, а русский флот — бронебойные снаряды французского типа, которые в принципе имеют намного меньший заряд взрывчатки, так как поражают корабль по совершенно иному принципу; более адекватное сравнение — по энергии, высвобождающейся при попадании снаряда в цель и идущей на её поражение, которая слагается из кинетической энергии самого снаряда и энергии взрыва заключённого в нём заряда ВВ; кроме того, мелинит Шимосе не превосходил пироксилин русских снарядов по удельной энергии взрыва (3,4 МДж/кг против 4,2), данное утверждение является ошибочным — «шимоза» имела превосходство по объёму выделяемых газов, что для сравнения собственно поражающих факторов имеет небольшое значения, хотя и делало попадания японских снарядов весьма «эффектными» для внешнего наблюдателя). Кроме того, японский главный калибр располагался в бронированных башнях, а русский в полуоткрытых казематах. Бронирование района ватерлинии у крейсеров типа «Рюрик» не защищало оконечности, а у головного корабля серии — самого «Рюрика» — кормовое отделение, где располагался руль, не было прикрыто даже бронепалубой.
Российские корабли вступили в бой с японскими, но в виду очевидного превосходства японцев в огневой мощи было принято решение уводить корабли во Владивосток. Около 5:30 «Рюрик» получил пробоину в корме ниже ватерлинии, снизил скорость и вышел из кильватерного строя. В 6:28 в ответ на запрос флагмана он поднял сигнал: «Руль не действует». «Рюрик», получив несколько японских снарядов в корму, имел затопленными румпельное и рулевое отделения, разбитые рулевые приводы. Попытка восстановить управление сначала увенчалась успехом, но по злосчастному совпадению уже через несколько минут очередной японский снаряд заклинил рулевую лопасть на правый борт, и хотя бы вернуть её в прямое положение уже не удалось. Крейсер пытался удержаться на курсе, сбавляя ход левой машине или даже давая на неё задний ход, но уже не мог поспеть за другими кораблями отряда. Однако считается, что в этой фазе боя именно его 203-мм снаряд нанёс тяжёлые повреждения японскому броненосному крейсеру Ивате (крейсер): попав в каземат 152-мм орудия № 1, он произвёл взрыв «чрезвычайной силы», уничтоживший левую заднюю сторону каземата, выведший из строя 3 152-мм и 1 76-мм орудия правого борта и убивший 40 человек команды. По приказу адмирала Иессена «Россия» и «Громобой» неоднократно предпринимали попытки прикрыть крейсер, оттеснить японские корабли от «Рюрика» и отвлечь огонь на себя, но в результате под сильным огнём японцев, с большими повреждениями и жертвами среди членов команд, были вынуждены уйти от места боя. В 8:20 на флагмане решают идти на Владивосток, оттягивая японские броненосные крейсера на себя, в надежде, что «Рюрик» сможет отбиться от лёгких бронепалубных крейсеров, исправить повреждения и самостоятельно продолжить плавание, дойти до Владивостока или хотя бы выброситься на корейский берег. Ушедшие корабли преследовались японцами, но когда у тех стали заканчиваться снаряды, в 10:04 Камимура приказал повернуть назад.
В бою с лёгкими японскими крейсерами «Рюрик», лишившийся рулевого управления, маневрировал, варьируя обороты левой и правой машин, что позволяло менять скорость и радиус циркуляции. Поскольку огонь крейсера существенно ослаб, японские корабли сблизились с «Рюриком», продолжая методично его добивать. В это время русский крейсер, резко увеличив ход, на очередной циркуляции попытался протаранить один из неприятельских кораблей, одновременно выпустив по второму торпеду из последнего исправного торпедного аппарата. Уклонившись от этих манёвров, японские крейсера отошли на дальнюю дистанцию и больше не предпринимали попыток сближения, пока «Рюрик» не начал тонуть. Это был один из единичных в истории случаев применения крупным надводным кораблём в реальном бою торпедного вооружения, как и один из последних случаев попытки боевого тарана крупным кораблём с использованием специально для этой цели делавшегося подводного носового «таранного выступа». Тем не менее, артиллерийский огонь «Рюрика» нанёс небольшие повреждения крейсеру Нанива (крейсер) (попадание 152-мм снаряда в щит орудия № 4, убито 2, ранено 4 человека) и крейсеру Такачихо (крейсер) (120-мм снаряд попал в кормовую часть, ранив 11 человек).
Командир (капитан 1-го ранга) Евгений Александрович Трусов и старший офицер были смертельно ранены в самом начале боя. Из 22 офицеров убиты и умерли от ран 6, ранено 9, остались невредимыми 7. Из 763 человек команды 204 было убитых, раненых тяжело и легко 305. К моменту окончания пятичасового боя в живых на «Рюрике» из старших офицеров остался только один лейтенант Иванов 13-й (по принятой тогда в российском флоте нумерации однофамильцев), из вооружения в строю осталось всего одно 47-мм орудие, расстрелявшее весь боезапас. Возвращавшийся с основными силами Адмирал Камимура ждал капитуляции «Рюрика», о чём японские корабли несколько раз подавали сигналы. Убедившись, что все средства сопротивления исчерпаны, Иванов-Тринадцатый отдал приказ уничтожить крейсер. Поскольку подрывные заряды оказались повреждёнными, были открыты кингстоны. Корма крейсера понемногу погружалась в воду; в 10:20 крен усилился, и крейсер опрокинулся на левый борт, на мгновение обнажился таран и в 10:42 крейсер окончательно затонул неподалёку от острова Ульсан.
Бой устарелого и плохо бронированного «Рюрика» сначала в общем строе с двумя другими русскими крейсерами против броненосных крейсеров Камимуры, а затем в уже беспомощном состоянии, без руля, с крейсерами «Нанива» и «Такачихо» был оценён как образец доблестного поведения не только русскими, но и рядом иностранных, в том числе и японских авторов.
После пятичасового неравного боя "Рюрик" превратился в груду искорёженного железа и был обречён. Чтобы "Рюрик" не достался врагу, решено было открыть кингстоны...В 10 часов 42 минуты 1 (14) августа 1904 года крейсер русского флота на глазах у врага, с поднятым Андреевским флагом и взвившимся сигналом "Погибаю, но не сдаюсь!", скрылся под водой.

## Командный состав на момент гибели крейсера
- Командир капитан 1 ранга Е.А. Трусов 1-й (убит)
- Старший офицер капитан 2 ранга Н.Н. Хлодовский (убит)
- Ревизор мичман Д.А. Плазовский (убит)
- Старший минный офицер лейтенант Н.И. Зенилов (убит)
- Старший артиллерийский офицер лейтенант С.А. Берх
- Младший артиллерийский офицер лейтенант К.П. Иванов 13-й
- Старший штурманский офицер капитан К.Ф.Ш. М.С. Салов
- Младший штурманский офицер мичман Г.С. Платонов (командир 120-мм батареи, убит)
- Вахтенный начальник лейтенант П.Ю. Постельников 2-й (командир 6" батареи)
- Вахтенный начальник лейтенант барон К.Ф. Штакельберг (командир носового плутонга 6" орудий, убит)
- Вахтенный начальник мичман И.Л. Ханыков (командир кормового плутонга 8" орудий, убит)
- Вахтенный начальник мичман барон К.Г. Шиллинг 2-й
- Вахтенный офицер мичман А.В. Ширяев (командир кормового плутонга)
- Вахтенный офицер мичман В.М. Терентьев 1-й
- Вахтенный офицер прапорщик по морской части Р. Арошидзе
- Вахтенный офицер волонтер на правах прапорщика по морской части В. В. Ярмерштедт
- Старший судовой механик полковник ККИ И.В. Иванов 4-й (убит)
- Помощник старшего судового механика и минный механик младший инженер-механик Ю.Б. Маркович 2-й
- Трюмный механик младший инженер-механик А.К. Тон
- Младший судовой механик младший инженер-механик А.А. Гейно
- Старший судовой врач титулярный советник Н.П. Солуха
- Младший судовой врач коллежский асессор Э.Г. Брауншвейг (убит)
- Шхипер титулярный советник В.И. Анисимов
- Капельмейстер Ш. Ротенберг
- Судовой священник иеромонах отец Алексей[3]

## Оценка проекта
Броненосный крейсер «Рюрик» создавался в рамках традиционной рейдерской доктрины русских броненосных крейсеров. Рассматриваясь в первую очередь как стратегическое оружие на случай войны с Великобританией, крейсера создавались для длительного автономного крейсирования в Тихом океане.
Британский флот с Китайской Станции, безусловно, мог без особого труда блокировать Владивосток и Петропавловск-Камчатский — основные базы российского флота на Тихом океане. Но на огромных просторах Тихого и Индийского океана, вероятность встречи русского рейдера с тяжёлыми британскими кораблями была крайне мала. Наиболее вероятным противником для русских крейсеров были бы британские бронепалубные крейсера 1-го и 2-го ранга, над которыми «Рюрик» за счёт своей мощной артиллерии и поясного бронирования имел бы преимущество. В то же время, на столкновение с броненосными крейсерами «традиционного» типа, имевшими преимущество в скорости хода и хорошо защищённую артиллерию, «Рюрик» не был рассчитан. Это и привело к гибели крейсера в бою, когда — ввиду ограниченного масштаба японского судоходства — русские крейсера были вынуждены оперировать в сравнительной близости от Японии, что не предполагалось при их строительстве. Гибель была обусловлена стечением ряда обстоятельств, как технических (попадание, повредившее руль), так и управленческих (ранее «Рюрик», самый медленный из владивостокских крейсеров, старались не брать в рискованные походы и только просьбы Витгефта склонила Иессена на столь рискованный шаг).

## Командиры
- Капитан 1-го ранга Энегельм, Фёдор Петрович с 1890 по 1891 гг. (и. о. во время строительства)
- Капитан 1-го ранга Вульф, Павел Николаевич с 1891 по 1894 гг.
- Капитан 1-го ранга Кригер, Александр Христианович с 07.02.1894 по 1896 гг.
- Капитан 1-го ранга Родионов, Александр Ростиславович с 1896 по 10.11.1897 гг.
- Капитан 1-го ранга Гаупт, Николай Александрович с 10.11.1897 по 1900 гг.
- Капитан 1-го ранга Петров, Иван Ларионович с 18.04.1900 по 06.08.1900.
- Капитан 1-го ранга Матусевич, Николай Александрович с 06.08.1900 по 1903 гг.
- Капитан 1-го ранга Трусов, Евгений Александрович с 1903 по 1904 гг.

## Служили на крейсере
- Мичман Ширяев, Александр Владимирович в 1904 году, Георгиевский кавалер

## Другие корабли с тем же названием
- Рюрик (фрегат)
- Рюрик (крейсер, 1906)